# Каршенно-Анненка
Каршенно-Анненка — село в Родионово-Несветайском районе Ростовской области.
Входит в состав Большекрепинского сельского поселения.

## Население
| 2010 |
| ---- |
| 193  |

## Улицы
- ул. Культурная,
- ул. Набережная,
- ул. Октября,
- ул. Подгорная,
- ул. Степная.